# Horcajo (Madrid)
Horcajo és un barri del districte de Moratalaz, a Madrid. Limita al nord amb els barris de Ventas i Pueblo Nuevo (Ciudad Lineal), al sud amb Pavones, a l'est amb Marroquina i a l'oest amb Ambroz i el Nucli Antic de Vicálvaro. La part septentrional és ocupada pel Parc Cuña Verde de O'Donnell. És delimitat pel carrer O'Donnell al Nord, Fuente Carrantona a l'oest la M-40 a l'est i el carrer Luis de Hoyos Sainz al sud.